# Amsterdam (1688-1689 50 stukken)
De Amsterdam was een schip van de Admiraliteit van Amsterdam met een bewapening van 50 stukken. Het schip was vernoemd naar de stad Amsterdam. De carrière van de Amsterdam was kortstondig, van 1688 tot 1689. Het schip was een van de twee schepen die van 1688 tot 1689 de naam Amsterdam voerde.